# Ambassade de Pologne en Éthiopie
L'ambassade de Pologne en Éthiopie est la représentation diplomatique de la république de Pologne auprès de la république démocratique fédérale d'Éthiopie. Elle est située à Addis-Abeba, la capitale du pays.
Outre la république fédérale démocratique d'Éthiopie, l'ambassadeur de Pologne à Addis-Abeba est également accrédité auprès de la république de Djibouti, de la république du Sud-Soudan, de l'Union africaine et de la Commission économique des Nations unies pour l'Afrique.

## Ambassade
L'ambassade est située Route Belay Zeleke, à Addis-Abeba, en Éthiopie. Elle accueille aussi une section consulaire. L'établissement comprend une unité des affaires politiques et économiques, un bureau des affaires administratives et financières et un attaché de défense.

## Histoire

L'ambassade de la République populaire de Pologne et l'ambassadeur Jan Janusz Krzywicki (centre) en 1966

Les relations entre la Pologne et l'Éthiopie remontent à l'époque précédant la partition, lorsque le roi Jan III Sobieski de Pologne envoya un émissaire à l'empereur d'Abyssinie, Iyasou Ier d'Éthiopie, afin d'établir une alliance anti-ottomane (qui fut finalement stoppée à la frontière).
Après la Seconde Guerre mondiale, le 14 juin 1945, les autorités éthiopiennes reconnaissent le gouvernement communiste de Varsovie. Des relations diplomatiques sont alors établies et, le 3 octobre 1947, Zygmunt Kuligowski, député de la république de Pologne au Caire, est également accrédité en Éthiopie avec le rang d'envoyé diplomatique. En 1960, la Pologne a ouvert un poste et un bureau du conseiller commercial à Addis-Abeba.
Le 29 août 1961, les deux pays ont élevé leurs représentations au rang d'ambassades. L'ambassade de la république populaire de Pologne à Addis-Abeba a alors commencé à fonctionner, dirigée dans un premier temps par un diplomate ayant le rang de chargé d'affaires et, à partir de 1965, par un ambassadeur.
En 1992, l'ambassade a été fermée en raison de restrictions budgétaires. L'ambassadeur polonais à Sanaa (Yémen) a été accrédité auprès de l'Éthiopie. Cette situation a duré jusqu'en 2003, date à laquelle l'ambassade de Pologne à Addis-Abeba a été rouverte. Depuis 2007, elle est située à son adresse actuelle, sur un terrain que la Pologne a obtenu en échange de l'allègement de la dette de l'Éthiopie.